# Иванов, Василий Михайлович (депутат)
Василий Михайлович Иванов (род. 1 января 1935, Хуторской сельсовет, Челябинская область) — директор опытно-производственного хозяйства «Речновское», народный депутат РСФСР, заслуженный агроном РСФСР.

## Биография
Василий Михайлович Иванов родился 1 января 1935 года в деревне Немировка Хуторского сельсовета Лебяжьевского района Челябинской области. Решением Курганского облисполкома № 561 от 22 декабря 1972 года деревня Немировка упразднена как сселившаяся, ныне её территория находится в Лебяжьевском муниципальном округе Курганской области. Был шестым, последним, ребёнком в семье. Отец, Михаил Терентьевич Иванов, был конюхом, мать, Мария Леонтьевна, работала телятницей.
В 1951 году окончил семилетнюю школу.
В 1954 году окончил Петропавловский зооветтехникум по специальности «Бухгалтер сельскохозяйственных предприятий». Участвовал в освоении целины: работал бухгалтером в совхозе «Жаныспай» Есильского района Акмолинской области Казахской ССР.
После службы в Советской Армии с отличием окончил в 1963 году Курганский сельскохозяйственный институт. Получив специальность агронома, трудился главным агрономом колхоза «Рассвет» Мокроусовского района Курганской области.
С 1964 года член КПСС. Трижды избирался депутатом областного Совета народных депутатов, неоднократно — депутатом районного Совета.
С 1964 года по 1968 год главный агроном птицесовхоза «Баксарский» Баксарского сельсовета Лебяжьевского района Курганской области.
С 1968 года главный агроном совхоза «Речновский» Речновского сельсовета Лебяжьевского района Курганской области.
В 1974 году был назначен директором зерносовхоза «Речновский», которое в 1978 году преобразовано в опытно-производственное хозяйство «Речновское» и вошло в состав Курганского научно-производственного объединения «Элита» Сибирского отделения ВАСХНИЛ. В. М. Иванов проработал директором до 1998 года.
Василий Михайлович является сторонником и продолжателем идей Т. С. Мальцева. Совхоз одним из первых стал внедрять элементы минимальной обработки почвы, круглосуточную уборку силосных культур, вахтовый метод подготовки паров, рулонную заготовку сена. Во всех отраслях работали хозрасчётные подразделения. Особая роль отводилась возделыванию озимых культур в условиях богарного земледелия. В хозяйстве была создана прочная кормовая база для общественного животноводства. Продуктивность дойного стада и молодняка крупного рогатого скота значительно увеличилась.
Под руководством Иванова за достижение наивысших результатов ОПХ «Речновское», его Кузенское и Речновское отделения стали лауреатами премии имени Т. С. Мальцева. ОПХ «Речновское» четырежды награждалось переходящим Красным знаменем Совета Министров РСФСР и ВЦСПС.
18 марта 1990 года избран народным депутатом РСФСР. Участвовал в работе аграрной фракции и секции профессиональных союзов.
Находясь на пенсии, В. М. Иванов является научным консультантом отдела сельского хозяйства администрации Лебяжьевского района на общественных началах, научным руководителем ООО Агрофирма «Русское поле» Корюкина Сергея Александровича в селе Камыши Куртамышского района.

## Награды и звания, премии
- Орден Ленина
- Орден Октябрьской Революции
- Орден Трудового Красного Знамени
- Орден «Знак Почёта»[2]
- Юбилейная медаль «За доблестный труд. В ознаменование 100-летия со дня рождения Владимира Ильича Ленина», 1970 год
- Три бронзовые медали ВДНХ.
- Медаль «130 лет со дня рождения И. В. Сталина», январь 2010 года, КПРФ[3]
- Почётное звание «Заслуженный агроном РСФСР»
- «Почётный гражданин Курганской области», 1 апреля 2005 года
- «Почётный гражданин Лебяжьевского района», 6 августа 2002 года[4]
- Почётная грамота Курганской областной Думы, 2003 год[5]
- Лауреат премии имени Т. С. Мальцева

25 июня 1998 года решением представительного собрания в Лебяжьевском районе учреждена ежегодная премия имени В. М. Иванова «За верность хлебному полю». 18 ноября 2010 года премия имени В.М. Иванова «За верность хлебному полю» была вновь учреждена решением Лебяжьевской районной Думы.

## Семья
- Отец — Михаил Терентьевич Иванов,  конюх, участник двух войн, умер в 1947 году
- Мать — Мария Леонтьевна, телятница, умерла в 1980 году
- Жена — Анна Константиновна
- Два сына

## Увлечения
Увлекается книгами, собрал более тысячи томов художественных произведений отечественных и зарубежных авторов.
Охотник и путешественник. Посетил с этой целью более десяти стран мира.